# Алессандра Сенсіні
Алессандра Сенсіні  (італ. Alessandra Sensini, 26 січня 1970) — італійська яхтсменка, олімпійська чемпіонка.

## Виступи на Олімпіадах
| Олімпіада      | Дисципліна  | Місце |
| -------------- | ----------- | ----- |
| Барселона 1992 | віндсерфинг | 7     |
| Атланта 1996   | віндсерфинг | 3     |
| Сідней 2000    | віндсерфинг | 1     |
| Афіни 2004     | віндсерфинг | 3     |
| Пекін 2008     | віндсерфинг | 2     |